# 府中天満屋
府中天満屋 (ふちゅうてんまや) は、広島県府中市府川町にあるショッピングセンターである。府中市の中心部、JR府中駅の南に位置する。2021年7月21日リニューアルオープン（第1期）。2024年現在、第2期整備エリア工事中、2024年7月17日、オープン予定。

## 概要
1985年4月に府中市初の大型ショッピングセンターとして開業。店舗は1階と2階にあり、1階は天満屋ハピーマートとソシア専門店街、2階は専門店と天満屋直営フロアという構成になっていた。
2016年10月22日に、西側に隣接する敷地に道の駅びんご府中が開業し、天満屋が管理・運営している。
ドムドムハンバーガーの広島県最後の砦となっていた府中FC店がテナント営業していたが2019年8月31日をもって閉店した。これにより、中国地方においてドムドムハンバーガー出店は岡山県内の天満屋ハピータウン3店舗のみとなった。
2021年現在、「府中天満屋」の店名ながら、天満屋ストアの公式ホームページでは天満屋ハピータウンとしての扱いになっている。そのため、改装後の外壁には「HAPPY TOWN」のロゴが掲げられている。
2021年2月、天満屋ストアと府中市においてまちづくりに関する連携協定が締結された。これをきっかけとし、2階の大部分が府中市に寄附され、2階の全てのテナントが移転または退店することとなった。2021年7月21日には、府中市の運営するにぎわい拠点として｢i-coreFUCHU（いこーれふちゅう）｣がオープンした。
2024年2月26日から｢i-coreFUCHU（いこーれふちゅう）｣第2期エリアの工事開始し、6月末に終わり、7月中旬のオープン予定。

## 現在の主なテナント
1F外
- 府中天満屋チャンスセンター（宝くじ売り場）
- 証明写真機 Photo-Me
- ソフトバンク府中天満屋
- 中国新聞文化センター 府中教室[9]　※ソフトバンクに向かって右側の入り口から階段で2階へ

1F
- 天満屋ハピーマート
- 衣類など売り場
- 化粧品店
- 時計店
- 靴屋
- パソコン教室
- 花屋
- リペアマン
- 5円コピー機 ※白黒A3 10円 / カラー30円 カラーA3 60円
- 茶舗（2024年3月閉店）
- パン屋
- イートインコーナー「HAPPY COURT」（席によってコンセント装備、利用無料）
- ベビールーム（授乳室、オムツ替え台）※イートインコーナー「HAPPY COURT」奥左

2F
- i-coreFUCHU（いこーれふちゅう）
  - 府中市子育てステーションちゅちゅ（授乳室、オムツ替え台 あり）※月曜-金曜（祝日,年末年始除く）第1,3土曜・第2,4日曜 9時-17時15分
  - インフォメーション
  - 芝生広場
    - 木洩れ日広場（我龍オフィスによる「木漏れ日投げ銭ライブ」などのイベント開催）
    - サンサン広場

  - 黒板（ちびっ子がチョークで自由に描ける）
  - ストリートピアノ（アップライトピアノ）
  - 多目的ルーム（会議、展示、空手教室など多岐に渡る利用）
  - 多目的スペース（カウンター席、テーブル席）※コンセント付き席あり（利用無料）本棚の本読み放題 ※貸出不可
  - 5G＋高速フリーWiFi（利用無料）
  - ギャラリースペース
- アミューズメントパークMG 府中天満屋店（ゲームセンター）
- 100円ショップ Seria（セリア）府中天満屋店
- ヤマハ音楽教室 スガナミミュージックサロン府中（月曜-土曜[10] ※変更あり要確認）
- HAIR SALON IWASAKI 府中天満屋店 カット980円[11]（10:00～19:00 / 定休日：土曜・日曜）
- 買取店わかば 府中天満屋店（10時00分〜18時00分[12]）

## 過去のテナント
- ドムドムハンバーガー府中FC店（2019年8月31日閉店[4]）（1F）
かつては広島県内において複数店舗があったドムドムハンバーガーだが、他店は閉店済みで広島県内唯一の店舗となっていた。
- ケンタッキーフライドチキン 府中天満屋店（1F）
- HORN 府中天満屋店（1F）
- マックハウス（2F）
- ハピーレストラン（2F）
- 珈琲 煎濾（2F）
- お好み焼き「グーニーズ」（1F）
- 文化堂（1F）
- CDショップ E＆E（1F）
- かもじや（1F）

## 交通アクセス
- 自動車
  - 尾道自動車道 尾道北ICから25分
  - 福山市街地から30分
- 鉄道
  - JR福塩線 府中駅（徒歩5分）
- 路線バス
  - 中国バス 道の駅びんご府中停留所（徒歩1分）

## 備考
- 「BOOK SWAP BINGO～びんごライブラリー」は2024年4月からのスペース使用有料化に伴い撤退し、回収箱は2024年3月上旬に撤去された。こどもの国ポムポム児童館内の回収箱は引き続き置かれている。

## 近隣の施設
徒歩圏内
- JR府中駅[13]
- 府中市生涯学習センターTAM[14]
- ピックライク公園（仮称）[15] ※市民プール建設に伴い閉鎖中
- 市民プール建設予定[16]
- 道の駅びんご府中[17]
- 府中市役所[18]
- ジーベックホール（府中市文化センター）[19]
- 広島県府中市児童館 府中市こどもの国 ポムポム[20]